# Xikers
Xikers (tiếng Hàn: 싸이커스; tiếng Nhật: サイカース; Romaja: Ssaikeoseu; thường được viết cách điệu là xikers) là một nhóm nhạc nam Hàn Quốc được thành lập bởi KQ Entertainment. Nhóm bao gồm 10 thành viên: Minjae, Junmin, Sumin, Jinsik, Hyunwoo, Junghoon, Seeun, Yujun, Hunter và Yechan. Họ ra mắt vào ngày 30 tháng 3 năm 2023, với đĩa mở rộng House of Tricky: Doorbell Ringing.

## Lịch sử

### Trước khi ra mắt
Vào cuối năm 2018, Yechan đã tham gia cuộc thi truyền hình thực tế sống còn Under Nineteen. Tuy nhiên, Yechan đã bị loại và xếp ở vị trí thứ 15 trong đêm chung kết. 
Vào tháng 8 năm 2022, thông qua kênh Youtube của họ, KQ Entertainment đã giới thiệu 10 thành viên của nhóm thực tập sinh với tên gọi KQ Fellaz 2
Vào ngày 23 tháng 8, KQ Fellaz 2 đã ra mắt loạt phim web trước khi ra mắt "Ready to One", theo chân các thành viên khi họ luyện tập tại Los Angeles, California.
Ngày 17 tháng 9, cả mười thành viên tham gia chương trình truyền hình thực tế mang tên "The Player: KPOP Quest" của SBS, nhằm chứng tỏ và nâng cao khả năng sản xuất âm nhạc và các kỹ năng trước khi ra mắt chính thức.

### 2023: Ra mắt với "House of Tricky: Doorbell Ringing", Junghoon tạm dừng hoạt động, công bố tên fandom,trở lại lần đầu với "House of Tricky: How To Play", chuyến lưu diễn vòng quanh thế giới đầu tiên
Vào ngày 24 tháng 2, KQ Entertainment chính thức thông báo rằng KQ Fellaz 2 sẽ ra mắt dưới tên xikers bằng cách ra mắt các tài khoản mạng xã hội của nhóm và phát hành một bộ phim về danh tính.
Vào ngày 25 tháng 2, xikers công bố chương trình truyền hình thực tế đầu tiên của họ "Tricky House", bắt đầu phát sóng vào ngày 27 tháng 2.
Vào ngày 30 tháng 3, xikers chính thức ra mắt với đĩa mở rộng đầu tiên "House of Tricky: Doorbell Ringing"
Vào ngày 5 tháng 5, có thông báo rằng thành viên Junghoon sẽ tạm dừng hoạt động để hồi phục sau ca phẫu thuật bị đứt dây chằng chéo.
Vào ngày 26 tháng 5, xikers tiết lộ qua Youtube Live rằng tên fandom cuối cùng của họ sẽ là road𝓨, có nghĩa là trở thành tọa độ (𝓨) thể hiện (con đường) xikers sẽ đi qua trong tương lai và tham gia vào cuộc phiêu lưu và hành trình của họ.
Vào ngày 2 tháng 8, xikers trở lại lần đầu tiên đĩa mở rộng thứ hai của họ, "House of Tricky: How To Play".
Vào ngày 21 tháng 8, chuyến lưu diễn vòng quanh thế giới của nhóm được công bố là "Tricky House: First Encounter". Chuyến lưu diễn sẽ bắt đầu tại Osaka, Nhật Bản vào ngày 5 tháng 10 năm 2023.

### 2024-nay: "House of Tricky: Trial And Error",fanmeeting đầu tiên, ra mắt tại Nhật Bản, "House of Tricky: Watch Out"
Vào ngày 8 tháng 3, nhóm phát hành đĩa mở rộng thứ ba với tựa đề của album là "House of Tricky: Trial And Error"
Vào ngày 8 tháng 4, xikers đã công bố buổi fanmeeting đầu tiên của họ "Fanmeeting: road𝓨map".
Vào ngày 7 tháng 8, xikers ra mắt tại Nhật Bản với đĩa đơn "Tsuki (Lunatic)"
Vào ngày 6 tháng 9, nhóm trở lại với đĩa mở rộng thứ tư "House of Tricky: Watch Out"

## Thành viên
- Chú thích: In đậm là nhóm trưởng

| Nghệ danh                 | Nghệ danh | Nghệ danh  | Tên khai sinh               | Tên khai sinh       | Tên khai sinh    | Tên khai sinh | Tên khai sinh  | Ngày sinh         | Nơi sinh                      | Quốc tịch |
| Latinh                    | Hangul    | Kana       | Latinh                      | Hangul              | Kana             | Hanja         | Hán-Việt       | Ngày sinh         | Nơi sinh                      | Quốc tịch |
| Thành viên hiện tại       |           |            |                             |                     |                  |               |                |                   |                               |           |
| Minjae                    | 민재      | ミンジェ   | Kim Minjae                  | 김민재              | キム・ミンジェ   | 金玟縡        | Kim Mẫn Tại    | 10 tháng 4, 2003  | Geumcheon-gu, Seoul, Hàn Quốc | Hàn Quốc  |
| Junmin                    | 준민      | ジュンミン | Park Junmin                 | 박준민              | パク・ジュンミン | 朴埈民        | Phác Tuấn Mẫn  | 24 tháng 5, 2003  | Gangnam-gu, Seoul, Hàn Quốc   | Hàn Quốc  |
| Sumin                     | 수민      | スミン     | Choi Sumin                  | 최수민              | チェ・スミン     | 崔粹珉        | Thôi Tú Mẫn    | 7 tháng 4, 2004   | Seongbuk-gu, Seoul, Hàn Quốc  | Hàn Quốc  |
| Jinsik                    | 진식      | ジンシク   | Ham Jinsik                  | 함진식              | ハム・ジンシク   | 咸珍植        | Hàm Trân Thực  | 30 tháng 7, 2004  | Incheon, Hàn Quốc             | Hàn Quốc  |
| Hyunwoo                   | 현우      | ヒョヌ     | Choi Hyunwoo                | 최현우              | チェ・ヒョヌ     | 崔峴瑀        | Thôi Hiển Vũ   | 4 tháng 12, 2004  | Gangwon, Hàn Quốc             | Hàn Quốc  |
| Seeun                     | 세은      | セウン     | Park Seeun                  | 박세은              | パク・セウン     | 朴世殷        | Phác Thế Ngân  | 17 tháng 8, 2005  | Daegu, Hàn Quốc               | Hàn Quốc  |
| Yujun                     | 유준      | ユジュン   | Jung Yujun                  | 정유준              | チョン・ユジュン | 鄭有埈        | Trịnh Duy Tuấn | 5 tháng 10, 2005  | Incheon, Hàn Quốc             | Hàn Quốc  |
| Hunter                    | 헌터      | ハンター   | Park Hunter                 | 박헌터              | パクハンター     | 朴猎人        | Phác Liệp Nhân | 5 tháng 10, 2005  | Bangkok, Thái Lan             | Thái Lan  |
| Hunter                    | ฮันเตอร์    | ハンター   | Papung-korn Lertkiatdamrong | 파풍콘 레트키앗담롱 | パクハンター     | 朴猎人        | Phác Liệp Nhân | 5 tháng 10, 2005  | Bangkok, Thái Lan             | Thái Lan  |
| Yechan                    | 예찬      | イェチャン | Lee Yechan                  | 이예찬              | イ·イェチャン    | 李豫讚        | Lý Duệ Xán     | 21 tháng 10, 2005 | Chungcheong Nam, Hàn Quốc     | Hàn Quốc  |
| Thành viên dừng hoạt động |           |            |                             |                     |                  |               |                |                   |                               |           |
| Junghoon                  | 정훈      | ジョンフン | Kim Junghoon                | 김정훈              | キム・ジョンフン | 金正勳        | Kim Chính Huân | 5 tháng 7, 2005   | Iksan, Hàn Quốc               | Hàn Quốc  |

## Danh sách đĩa nhạc

### Đĩa mở rộng (EP)
| Tiêu đề                                                                                 | Chi tiết | Thứ hạng cao nhất | Thứ hạng cao nhất | Thứ hạng cao nhất | Thứ hạng cao nhất | Thứ hạng cao nhất | Doanh số                    | Chứng nhận       |
| Tiêu đề                                                                                 | Chi tiết | KOR               | JPN               | JPN Hot           | US                | US World          | Doanh số                    | Chứng nhận       |
| --------------------------------------------------------------------------------------- | --- | ----------------- | ----------------- | ----------------- | ----------------- | ----------------- | --------------------------- | ---------------- |
| House of Tricky: Doorbell Ringing                                                       | - Phát hành: Ngày 30 tháng 3 năm 2023 - Hãng đĩa: KQ Entertainment, Kakao Entertainment - Định dạng: CD, digital download, streaming | 4                 | 6                 | 15                | 75                | 4                 | - KOR: 155,928 - JPN: 3,259 |                  |
| House of Tricky: How to Play                                                            | - Phát hành: Ngày 2 tháng 8 năm 2023 - Hãng đĩa: KQ Entertainment, Kakao Entertainment - Định dạng: CD, digital download, streaming  | 4                 | 14                | 13                | —                 | 9                 | - KOR: 250,000 - JPN: 8,058 | - KMCA: Platinum |
| House of Tricky: Trial and Error                                                        | - Phát hành: Ngày 8 tháng 3 năm 2024 - Hãng đĩa: KQ Entertainment, Kakao Entertainment - Định dạng: CD, digital download, streaming  | 2                 | 12                | 9                 | 73                | 1                 | - KOR: 230,240 - JPN: 4,998 |                  |
| House of Tricky: Watch Out                                                              | - Phát hành: Ngày 6 tháng 9 năm 2024 - Hãng đĩa: KQ Entertainment, Kakao Entertainment - Định dạng: CD, digital download, streaming  | 6                 | 12                | 16                | —                 | 6                 | - KOR: 132,694 - JPN: 4,395 |                  |
| "—" biểu thị một bản ghi âm không được xếp hạng hoặc không được phát hành ở khu vực đó. | |                   |                   |                   |                   |                   |                             |                  |

### Đĩa đơn

#### Đĩa đơn Hàn Quốc
| Tiêu đề                   | Năm  | Thứ hạng cao nhất | Album                             |
| Tiêu đề                   | Năm  | KOR Down.         | Album                             |
| ------------------------- | ---- | ----------------- | --------------------------------- |
| "Tricky House" (도깨비집) | 2023 | 113               | House of Tricky: Doorbell Ringing |
| "Rockstar"                | 2023 | 158               | House of Tricky: Doorbell Ringing |
| "Do or Die"               | 2023 | 121               | House of Tricky: How to Play      |
| "Home Boy"                | 2023 | 138               | House of Tricky: How to Play      |
| "We Don't Stop"           | 2024 | 92                | House of Tricky: Trial and Error  |
| "Witch" (위치)            | 2024 | 151               | House of Tricky: Watch Out        |

#### Đĩa đơn Nhật Bản
| Tiêu đề           | Năm  | Thứ hạng cao nhất | Thứ hạng cao nhất | Doanh số      | Album                         |
| Tiêu đề           | Năm  | JPN               | JPN Hot           | Doanh số      | Album                         |
| ----------------- | ---- | ----------------- | ----------------- | ------------- | ----------------------------- |
| "Tsuki (Lunatic)" | 2024 | 8                 | 48                | - JPN: 20,037 | Đĩa đơn không nằm trong album |

### Các bài hát khác trên bảng xếp hạng
| Tiêu đề                                    | Năm  | Thứ hạng cao nhất | Album                             |
| Tiêu đề                                    | Năm  | KOR Down.         | Album                             |
| ------------------------------------------ | ---- | ----------------- | --------------------------------- |
| "The Tricky's Secret"                      | 2023 | 192               | House of Tricky: Doorbell Ringing |
| "Doorbell Ringing"                         | 2023 | 185               | House of Tricky: Doorbell Ringing |
| "Dynamic" (淸亮(청량))                     | 2023 | 188               | House of Tricky: Doorbell Ringing |
| "Xikey"                                    | 2023 | 184               | House of Tricky: Doorbell Ringing |
| "Oh My Gosh"                               | 2023 | 187               | House of Tricky: Doorbell Ringing |
| "Skater"                                   | 2023 | 142               | House of Tricky: How to Play      |
| "Koong"                                    | 2023 | 148               | House of Tricky: How to Play      |
| "Run"                                      | 2023 | 146               | House of Tricky: How to Play      |
| "Sunny Side"                               | 2023 | 145               | House of Tricky: How to Play      |
| "Trial and Error (Whereabouts)"            | 2024 | 134               | House of Tricky: Trial and Error  |
| "Red Sun"                                  | 2024 | 126               | House of Tricky: Trial and Error  |
| "Supercalifragilistic"                     | 2024 | 131               | House of Tricky: Trial and Error  |
| "Every Flavor Jelly" (온갖 맛이 나는 젤리) | 2024 | 133               | House of Tricky: Trial and Error  |
| "Break a Leg"                              | 2024 | 130               | House of Tricky: Trial and Error  |
| "Watch Out"                                | 2024 | 197               | House of Tricky: Watch Out        |
| "Back Off"                                 | 2024 | 191               | House of Tricky: Watch Out        |
| "Bittersweet"                              | 2024 | 193               | House of Tricky: Watch Out        |
| "Sand Castle"                              | 2024 | 195               | House of Tricky: Watch Out        |
| "Hang Around"                              | 2024 | 194               | House of Tricky: Watch Out        |

## Giải thưởng và đề cử
| Lễ trao giải                | Năm  | Hạng mục                               | Người được đề cử/sản phẩm đề cử | Kết quả   | Tham khảo |
| --------------------------- | ---- | -------------------------------------- | ------------------------------- | --------- | --------- |
| Asian Pop Music Awards      | 2023 | Nghệ sĩ mới xuất sắc nhất (nước ngoài) | House of Tricky: How to Play    | Đề cử     | [ 36 ]    |
| Golden Disc Awards          | 2023 | Tân binh của năm                       | Xikers                          | Đề cử     | [ 37 ]    |
| Hanteo Music Awards         | 2023 | Tân binh của năm - Nam                 | Xikers                          | Đề cử     | [ 38 ]    |
| iHeartRadio Music Awards    | 2024 | Nghệ sĩ K-pop mới xuất sắc nhất        | Xikers                          | Đề cử     | [ 39 ]    |
| K Global Heart Dream Awards | 2023 | Giải thưởng Siêu tân binh toàn cầu K   | Xikers                          | Đoạt giải | [ 40 ]    |
| MAMA Awards                 | 2023 | Nghệ sĩ nam xuất sắc nhất              | xikers                          | Đề cử     | [ 41 ]    |
| MAMA Awards                 | 2023 | Worldwide Fans' Choice Top 10          | xikers                          | Đề cử     | [ 41 ]    |
| Seoul Music Awards          | 2024 | Tân binh của năm                       | xikers                          | Đề cử     | [ 42 ]    |